# Accrington Stanley FC
Accrington Stanley FC is een Engelse voetbalclub uit Accrington, Lancashire. De club werd in 1891 opgericht en moet niet verward worden met Accrington FC, een van de 12 stichtende leden van de Football League.

## Geschiedenis

### Eerste club
In 1891 werd voetbalclub Stanley Villa opgericht, vernoemd naar de Stanley Working Men's Club aan Stanley Street in Accrington. Met de opheffing van Accrington FC werd Stanley Villa de enige voetbalclub in Accrington en dus werd besloten de naam te veranderen in 'Accrington Stanley Football Club'.
Na een tijd in regionale competities gespeeld te hebben, was Stanley medeoprichter van de Football League Third Division North in 1921 en speelde daar de volgende 40 jaar. De beste klassering was de tweede plaats in 1955 en 1958, maar enkel de kampioen promoveerde. In 1960 kampte de club met financiële problemen en degradeerde naar de kort daarvoor opgerichte Football League Fourth Division. Het tweede seizoen in de Fourth Division werd echter niet afgemaakt en The Stans verdwenen in 1962.

### Heroprichting
Zes jaar later werd de club heropgericht en het wordt sindsdien gezien als opvolger van zowel Accrington FC als het oude Accrington Stanley. In de dertig daaropvolgende jaren bleef het, na twee seizoenen zonder standaardteam, spelen in de lagere (amateur)divisies, met als beste resultaat een tweede plaats in de North West Counties Football League in het seizoen 1986/87.
De ommekeer kwam in 1995, toen zakenman Eric Whalley voorzitter werd. Hij stelde in 1999 John Coleman en Jimmy Bell als respectievelijk trainer en assistent aan, die een gestage opmars in het Engelse voetbalsysteem bewerkstelligden: In het seizoen 1999/2000 werd de club kampioen van de Northern Premier League Division One, waarmee het promoveerde naar de Northern Premier League. Deze competitie werd gewonnen in het seizoen 2002/03, resulterend in promotie naar Conference National, de hoogste klasse onder het Football League-systeem. In het seizoen 2005/06 werd ook deze competitie gewonnen, en promoveerde de club naar de League Two. Dit betekende een terugkeer naar de Football League, na een afwezigheid van 44 jaar. Saillant detail was dat Stanley Oxford United verving dat degradeerde, terwijl Oxford Stanley verving in 1962 toen de club verdween.
Sindsdien werden tweemaal de play-offs om promotie naar de League One gehaald, in de seizoenen 2010/11 en 2015/16, maar beide keren werd er verloren in de halve finales, van respectievelijk Stevenage en AFC Wimbledon.                                                                                                                                                                                      In het seizoen 2017/18 werd het team onder leiding van John Coleman kampioen van de League Two, waarmee rechtstreekse promotie werd afgedwongen naar de League One, het derde niveau van het Football League-systeem. In de vijf jaren daarna eindigde de club in de League One meermaals in de middenmoot, met als hoogste eindstand een elfde plek in het seizoen 2020/21; door een 0-1 overwinning tegen Portsmouth FC werd het beste resultaat sinds 1958 behaald, alsook de hoogste eindstand sinds de heroprichting. Op de laatste speeldag van het seizoen 2022/23 werd duidelijk dat Accrington Stanley, ondanks een 2-1 overwinning op Oxford United, was gedegradeerd naar de League Two. Dit betekende de eerste degradatie voor de club sinds 1999.
Een 4-0 nederlaag tegen Wrexham op 2 maart 2024 leidde tot het ontslag van oudgedienden John Coleman en Jimmy Bell, waarmee de titel van langstzittende trainer in de EFL overging naar Mark Robins van Coventry City FC. Als interim-trainer werd John Doolan aangesteld, die door een reeks goede resultaten dezelfde maand een driejarig contract kreeg aangeboden.

## Wetenswaardigheden
De club heeft in Engeland ondanks hun marginale successen een grote naamsbekendheid vanwege een reclame voor melk die in de jaren 80 op tv werd uitgezonden. In de reclame zegt een jonge voetballer tegen een vriendje dat Ian Rush hem vertelde dat hij voor Accrington Stanley zou spelen als hij niet genoeg melk zou drinken. Vooral de uitspraak "Accrington Stanley? Who are they?" is een gevleugelde reclame-uitspraak geworden.

## Erelijst
- Football League Third Division (III)
  - Runner-up: 1954/55, 1957/58

- EFL League Two (IV)
  - Winnaar: 2017/18

- Conference Premier (V)
  - Winnaar: 2005/06

- NPL Premier Division (VI)
  - Winnaar: 2002/03

- NPL Division One (VII)
  - Winnaar: 1999/2000

## Eindklasseringen vanaf 1946/47
- 1947 20e
Third Division North / South
- 1948 6e
Third Division North / South
- 1949 20e
Third Division North / South
- 1950 13e
Third Division North / South
- 1951 23e
Third Division North / South
- 1952 22e
Third Division North / South
- 1953 24e
Third Division North / South
- 1954 15e
Third Division North / South
- 1955 2e
Third Division North / South
- 1956 3e
Third Division North / South
- 1957 3e
Third Division North / South
- 1958 2e
Third Division North / South
- 1959 19e
Third Division
- 1960 24e
Third Division
- 1961 18e
Fourth Division
- 1962
Fourth Division
- 1963 8e
Lancaster Comb. Div. 2
- 1964 1e
Lancaster Comb. Div. 2
- 1965 21e
Lancaster Comb. Div. 1
- 1966
- 1967
- 1968
- 1969
- 1970
- 1971 6e
Lancaster Comb. Div. 1
- 1972 2e
Lancaster Comb. Div. 1
- 1973 3e
Lancaster Comb. Div. 1
- 1974 1e
Lancaster Comb. Div. 1
- 1975 10e
Lancaster Comb. Div. 1
- 1976 2e
Lancaster Comb. Div. 1
- 1977 3e
Lancaster Comb. Div. 1
- 1978 1e
Lancaster Comb. Div. 1
- 1979 5e
Cheshire League Div. 2
- 1980 2e
Cheshire League Div. 2
- 1981 1e
Cheshire League Div. 2
- 1982 13e
Cheshire League Div. 1
- 1983 10e
N-W Counties League Div. 1
- 1984 7e
N-W Counties League Div. 1
- 1985 15e
N-W Counties League Div. 1
- 1986 11e
N-W Counties League Div. 1
- 1987 2e
N-W Counties League Div. 1
- 1988 4e
NPL Division One
- 1989 6e
NPL Division One
- 1990 3e
NPL Division One
- 1991 4e
NPL Division One
- 1992 8e
NPL Premier Division
- 1993 6e
NPL Premier Division
- 1994 16e
NPL Premier Division
- 1995 15e
NPL Premier Division
- 1996 8e
NPL Premier Division
- 1997 11e
NPL Premier Division
- 1998 20e
NPL Premier Division
- 1999 22e
NPL Premier Division
- 2000 1e
NPL Division One
- 2001 9e
NPL Premier Division
- 2002 6e
NPL Premier Division
- 2003 1e
NPL Premier Division
- 2004 10e
Football Conference
- 2005 10e
Conference National
- 2006 1e
Conference National
- 2007 20e
League Two
- 2008 17e
League Two
- 2009 16e
League Two
- 2010 15e
League Two
- 2011 5e
League Two
- 2012 14e
League Two
- 2013 18e
League Two
- 2014 15e
League Two
- 2015 17e
League Two
- 2016 4e
League Two
- 2017 13e
League Two
- 2018 1e
League Two
- 2019 14e
League One
- 2020 17e
League One
- 2021 11e
League One
- 2022 12e
League One
- 2023 23e
League One
- 2024 17e
League Two
- 2025 21e
League Two

- Third Division
- Fourth Division
- League One
- League Two
- National League
- Cheshire League Div. 1
- NPL Premier Division
- N-W Counties League Div. 1
- Cheshire League Div. 2
- Lancaster Comb. Div. 1
- NPL Division One
- Lancaster Comb. Div. 2

ⓘ In 1992 invoering van de Premier League en opheffing van de Fourth Division; in 2004 opheffing van de First, Second en Third Division.